# Alexandru Vișinescu
Alexandru Vișinescu (n. 27 septembrie 1925, Aldeni, România – d. 5 noiembrie 2018, București⁠(d), București, România) a fost un torționar comunist, fost comandant al penitenciarului Râmnicu Sărat, care a deținut și alte poziții în sistemul penitenciar comunist, activând în unitățile carcerale Mislea și Jilava, la începutul anilor 1950.

## Viața
Alexandru Vișinescu s-a născut la 27 septembrie 1925 în localitatea Aldeni din județul Buzău (interbelic). În același an tatăl său, Mihai, a murit într-un accident de muncă la moara unde lucra. Întreținerea celor trei copii ai familiei Vișinescu a revenit mamei, Lina. Aceasta s-a angajat ca femeie de serviciu la moșierul Cătuneanu, unde lucrase înainte și soțul ei. În 1934 s-a căsătorit cu Anton Drăgan, care avea dintr-o căsătorie anterioară șase copii. Neînțelegerile cu tatăl vitreg și încercările eșuate de adopție i-au marcat primii ani ai vieții lui Alexandru Vișinescu. Pentru un timp a locuit la bunica maternă, de unde a plecat în urma certurilor cu unul dintre unchii săi. Alexandru Vișinescu a fost dat spre adopție în copilărie de două ori. Din cauza mizeriei și a scandalurilor „a plecat și de la unul și de la celălalt”. Alexandru Vișinescu a urmat școala primară în localitatea Aldeni între anii 1933-1939, având ca studii de bază la încadrarea în
Ministerul Afacerilor Interne (MAI) șase clase elementare.

## Condamnarea
Vișinescu a fost denunțat de către Institutul de Investigare a Crimelor Comunismului și Memoria Exilului Românesc pe 30 iulie 2013 pentru omor deosebit de grav. În urma investigațiilor desfășurate, IICCMER a identificat o serie de probe care indică faptul că, în perioada în care lt.-col. (r.) Alexandru Vișinescu a îndeplinit funcția de comandant al penitenciarului Râmnicu Sărat, respectiv 1956–1963, deținuții politici au fost supuși unui regim de detenție extrem de dur. Acesta poate fi calificat drept unul de exterminare, prin raportare la condițiile inumane de detenție, care au dus în final la decesul unor deținuți politici aflați în executarea pedepselor privative de libertate în această închisoare.
Ulterior, pe data de 5 februarie 2014, în urma unei sesizări a Consiliului Național pentru Studierea Arhivelor Securității, Curtea de Apel București a constatat și calitatea de colaborator al Securității a lui Alexandru Vișinescu.
Pe 18 iunie 2014, procurorii Secției de urmărire penală și criminalistică din cadrul Parchetului de pe lângă Înalta Curte de Casație și Justiție au finalizat cercetările împotriva torționarului Alexandru Vișinescu, dispunând trimiterea acestuia în judecată sub aspectul săvârșirii de infracțiuni contra umanității. Dosarul procurorilor a avut la bază denunțul și probatoriul IICCMER. Procesul desfășurat la Curtea de Apel București, s-a încheiat după aproximativ un an, pe 24 iulie 2015, Vișinescu fiind condamnat la 20 de ani de închisoare, sentința rămânând definitivă după judecarea apelului de la Înalta Curte de Casație și Justiție, din 10 februarie 2016.
Vișinescu a fost condamnat pentru infracțiuni contra umanității în legătură cu abuzurile săvârșite asupra deținuților politici. Instanța a dispus degradarea militară a lui Alexandru Vișinescu, care are de plătit, în solidar cu Ministerul Finanțelor Publice, Ministerul de Interne și ANP, despăgubiri de 300.000 euro către trei părți civile, urmași ai deținuților închiși la Râmnicu Sărat: Nicoleta Eremia — 50.000 euro, Elena Iacob — 100.000 euro și Anca Cernea — 150.000 euro. La 10 februarie 2016, Alexandru Vișinescu a fost transportat și încarcerat la Penitenciarul Rahova.
Vișinescu a fost găsit vinovat de moartea a 12 deținuți politici, care au fost bătuți, înfometați și lăsați fără medicamente. În ultimul său cuvânt Vișinescu a cerut să fie achitat, susținând că deținuții politici au murit din cauza vârstei. Avocata sa a susținut că deținuții au murit din pricina frigului și a singurătății.
Vișinescu a fost primul torționar comunist condamnat definitiv în România. Procesul său a survenit după 50 de ani de la săvârșirea faptelor.
La 5 noiembrie 2018 Alexandru Vișinescu a decedat la Spitalul Penitenciar Rahova.